# Ormosia bihamata
Ormosia bihamata är en tvåvingeart som beskrevs av Paul Lackschewitz 1935. Ormosia bihamata ingår i släktet Ormosia och familjen småharkrankar. Inga underarter finns listade i Catalogue of Life.